# Inséparable à collier noir
Agapornis swindernianus
Espèce
Statut de conservation UICN

 LC  : Préoccupation mineure
Statut CITES
L'Inséparable à collier noir ou  Inséparable de Swindern (Agapornis swindernianus) est la plus méconnue des espèces appartenant au genre Agapornis regroupant neuf petites perruches africaines.
Cet oiseau vit en Afrique équatoriale.